# استاد تای چی
استاد تای‌چی (به انگلیسی: Tai Chi Master) یک فیلم رزمی هنگ کنگی محصول سال ۱۹۹۳ به کارگردانی یوئن وو-پینگ با بازی جت لی و میشل یئو است. این فیلم در ۱۸ نوامبر ۱۹۹۳ در هنگ کنگ اکران شد.

## داستان فیلم
تین بائو (چین سیو-هو) در کودکی به معبد شائولین آمده و با جون بائو (جت لی) دوست می‌شود و این دو با هم در معبد بزرگ می‌شوند ولی در جوانی به دلیل سرکشی و نقض قوانین معبد از آنجا اخراج می‌شوند و وارد دنیای واقعی می‌شوند و…

## فروش فیلم
در باکس آفیس هنگ کنگ، این فیلم ۱۲٫۵ میلیون دلار هنگ کنگ (۱٫۶ میلیون دلار) فروخت.

## دنباله
- بوکسور تای‌چی (۱۹۹۶)